# 河口万寿桥
河口萬壽橋（平話字：Ò̤-kāu Uâng-sêu-giò），又稱尚公橋，是中國福建省福州市的一座的橋，位於臺江區新港街道萬壽路11號。為與橫跨閩江的大萬壽橋區別，此橋又被稱為小萬壽橋。
河口萬壽橋為一座東西向的二墩三孔等跨平梁橋，橋墩為船型。該橋以石板鋪成，長34.9米、寬3米，下可通小船。河口萬壽橋橫跨打鐵港河，打鐵港河為古時福州水路交通中一條重要的內河，河口萬壽橋附近也是一個重要的渡口，名為河口渡。昔日琉球進貢船至福州，船舶皆在河口萬壽橋附近停泊上岸，之後在柔遠驛安歇。河口渡原本無橋，往返需要靠小船，由萬壽鄉的俞家收取渡船費。因河口狹小，常有翻船事故發生。1668年（康熙七年），鼓山湧泉寺方丈道霈為方便行旅，決定在此修橋，派湧泉寺僧人成源負責此事。成源通過化緣募集得白銀兩千兩，歷史一年多，於翌年建成河口萬壽橋。1670年（康熙九年），道霈撰寫《河口萬壽橋記》，嵌在橋西側萬壽庵的左側墻上，以誌其事，捐資人的姓名亦刻於碑上。靖南王耿繼茂亦是捐資人之一，碑上刻有「靖南王耿」四個較大字樣。此碑現已移往于山天君殿西側的石碑廊。
1983年8月，河口萬壽橋被福州市政府列入第二批市級文物保護單位。1994年，橋北側石板連同石欄板（中孔北側）一起斷裂調入水中，於是重修。2018年9月7日，被公佈為福建省第九批省級文物保護單位。